# Финал чемпионата мира по футболу 2006
Финал чемпионата мира по футболу 2006 между сборной Италии и сборной Франции состоялся в воскресенье 9 июля 2006 на «Олимпийском стадионе» в Берлине, начался в 20 часов по местному времени, собрал около 69 тысяч зрителей.
Основное и дополнительное время матча завершилось вничью со счётом 1:1. На 109-й минуте матча лидер сборной Франции Зинедин Зидан был удалён за удар головой в грудь Марко Матерацци. В серии пенальти победу одержала сборная Италии со счётом 5:3.

## Предыдущие матчи
Всего команды сыграли 30 матчей, в 16 матчах победила Италия, в 6 — французы, а 8 игр завершились вничью. Италия забивала 33 раза, Франция — 21.
В финальных турнирах чемпионатов мира это была пятая встреча команд. До этого дважды побеждала сборная Италии, один раз — Франция, а один матч завершился вничью.

## Путь к финалу
| Поз | Команда | И | В | Н | П | МЗ | МП | РМ | О | Квалификация     |
| --- | ------- | - | - | - | - | -- | -- | -- | - | ---------------- |
| 1   | Италия  | 3 | 2 | 1 | 0 | 5  | 1  | +4 | 7 | Выход в плей-офф |
| 2   | Гана    | 3 | 2 | 0 | 1 | 4  | 3  | +1 | 6 | Выход в плей-офф |
| 3   | Чехия   | 3 | 1 | 0 | 2 | 3  | 4  | −1 | 3 |                  |
| 4   | США     | 3 | 0 | 1 | 2 | 2  | 6  | −4 | 1 |                  |

| Поз | Команда          | И | В | Н | П | МЗ | МП | РМ | О | Квалификация     |
| --- | ---------------- | - | - | - | - | -- | -- | -- | - | ---------------- |
| 1   | Швейцария        | 3 | 2 | 1 | 0 | 4  | 0  | +4 | 7 | Выход в плей-офф |
| 2   | Франция          | 3 | 1 | 2 | 0 | 3  | 1  | +2 | 5 | Выход в плей-офф |
| 3   | Республика Корея | 3 | 1 | 1 | 1 | 3  | 4  | −1 | 4 |                  |
| 4   | Того             | 3 | 0 | 0 | 3 | 1  | 6  | −5 | 0 |                  |

### Италия
Кампания Италии на турнире сопровождалась открытым пессимизмом из-за разногласий, вызванных скандалом в Серии А. Италия оказалась в группе E вместе с Ганой, США и Чехией, начав свой путь игрой против ганцев 12 июня 2006 года. Италия вышла вперёд благодаря полузащитнику Андреа Пирло на 40-й минуте, в конечном итоге выиграв матч со счётом 2:0. В следующем матче против американцев 17 июня Италия вышла вперёд на 22-й минуте, забив гол в исполнении Альберто Джилардино, но пять минут спустя Кристиан Дзаккардо отправил мяч в свои ворота после попытки выброса после штрафного удара. В итоге в матче сохранилась ничья 1:1. Тот автогол стал одним из двух мячей, которые Италия пропустила на протяжении турнира. В том матче Даниэле Де Росси получил прямую красную карточку после того, как толкнул Брайана Макбрайда локтем в лицо. Американец покинул поле окровавленным, но вернулся после медицинской паузы, позже получив три шва. Де Росси впоследствии извинился перед Макбрайдом, который позже похвалил его за то, что он подошёл к нему после матча. Из-за инцидента Де Росси был отстранён на четыре матча и оштрафован на 10 000 швейцарских франков. Их третий и последний матч группового этапа был сыгран против Чехии 22 июня. Марко Матерацци, который начал турнир в качестве запасного игрока, заменил Алессандро Неста, получившего травму в матче. Матерацци забил гол и был назван лучшим игроком матча, а команда выиграла со счётом 2:0, заняв первое место в группе с семью очками.
В 1/8 финала 26 июня Италия встретилась с Австралией. Матерацци был спорно удалён с поля на 53-й минуте после попытки подката двумя ногами австралийского полузащитника Марко Брешиано. В добавленное время Италия получила неоднозначный пенальти, когда судья Луис Медина Канталехо постановил, что Лукас Нил сфолил на Фабио Гроссо. Франческо Тотти реализовал его ударом в верхний угол ворот мимо Марка Шварцера и принёс победу со счётом 1:0. В четвертьфинале 30 июня Италия встретилась с Украиной. Джанлука Дзамбротта открыл счёт в начале 6-й минуты левым ударом из-за пределов штрафной после быстрого обмена с Тотти, который создал достаточно пространства. Лука Тони принёс ещё два гола Италии во втором тайме, но когда Украина продолжала двигаться вперёд, они не смогли забить. Украина попала в перекладину, несколько бросков отразил голкипер сборной Италии Джанлуиджи Буффон, в то время как Дзамбротта забил гол с линии ворот. В конечном итоге игра закончилась победой Италии со счётом 3:0. В полуфинале 4 июля Италия обыграла Германию со счётом 2:0, забив два гола в последние две минуты дополнительного времени. После получаса экстратайма, в течение которого Джилардино и Дзамбротта наносили удары по штанге и перекладине соответственно, Гроссо забил на 119-й минуте ударом ногой в дальний угол мимо выпрыгивавшего немецкого вратаря Йенса Леманна. Вышедший на замену нападающий Алессандро Дель Пьеро закрепил победу, забив последний удар в игре после быстрой контратаки в исполнении Фабио Каннаваро, Тотти и Джилардино.

### Франция
Французы попали в группу со Швейцарией, Южной Кореей и Того. Первый матч со швейцарцами завершился нулевой ничьей. Вторая встреча с Южной Кореей завершилась 1:1. Сначала Тьерри Анри открыл счёт на 9 минуте, но на 81-й кореец Пак Чжи Сун сравнял счёт. Французы были под угрозой вылета с турнира, поскольку после этого матча у них было только лишь 2 очка и им оставалось победить тоголезцев, надеясь на победу швейцарцев над корейцами. Так всё и произошло: швейцарцы победили азиатов, а «трёхцветные» победили Того 2:0 благодаря голам Патрика Виейра на 55-й минуте и Тьерри Анри на 61-й.
В 1/8 финала 27 июня Франция встретилась с Испанией. Соперники вышли вперёд в первом тайме с пенальти, реализованным Давидом Вилья после того, как Лилиан Тюрам сфолил на Пабло Ибаньесе. За четыре минуты до перерыва Франк Рибери сравнял счёт, а за семь минут до конца основного времени Виейра забил головой и Франция вышла вперёд. Пока Испания пыталась найти баланс, Зинедин Зидан забил ещё один гол в добавленное время, таким образом окончательный счёт 3:1. В четвертьфинале 1 июля Франция сыграла с Бразилией. Французы выиграли благодаря единственному голу на 57-й минуте в исполнении Тьерри Анри после того, как он завершил штрафной от Зидана, положив конец правлению Бразилии в качестве чемпиона мира. В полуфинале 5 июля Франция снова одержала победу с единственным голом над Португалией, на этот раз со штрафного удара Зидана в первом тайме после того, как Рикарду Карвалью сбил Анри в штрафной площади.

## Отчёт о матче
| Италия                                               | 1:1 (доп. вр.) | Франция                                 |
| ---------------------------------------------------- | -------------- | --------------------------------------- |
| Матерацци 19′                                        | (отчёт)        | Зидан 7′ (пен.)                         |
| Пенальти                                             |                |                                         |
| - Пирло - Матерацци - де Росси - Дель Пьеро - Гроссо | 5:3            | - Вильтор - Трезеге - Абидаль - Саньоль |

| Италия | Франция |

| Вр              | 1  | Джанлуиджи Буффон     |    |     |
| Защ             | 19 | Джанлука Дзамбротта   | 5' |     |
| Защ             | 5  | Фабио Каннаваро (к)   |    |     |
| Защ             | 23 | Марко Матерацци       |    |     |
| Защ             | 3  | Фабио Гроссо          |    |     |
| ПЗ              | 16 | Мауро Каморанези      |    | 86' |
| ПЗ              | 8  | Дженнаро Гаттузо      |    |     |
| ПЗ              | 21 | Андреа Пирло          |    |     |
| ПЗ              | 20 | Симоне Перротта       |    | 61' |
| ПЗ              | 10 | Франческо Тотти       |    | 61' |
| Нап             | 9  | Лука Тони             |    |     |
| Замены:         |    |                       |    |     |
| ПЗ              | 4  | Даниэле де Росси      |    | 61' |
| Нап             | 15 | Винченцо Яквинта      |    | 61' |
| Нап             | 7  | Алессандро Дель Пьеро |    | 86' |
| Главный тренер: |    |                       |    |     |
| Марчелло Липпи  |    |                       |    |     |

| Вр              | 16 | Фабьен Бартез     |      |      |
| Защ             | 19 | Вилли Саньоль     | 12'  |      |
| Защ             | 15 | Лилиан Тюрам      |      |      |
| Защ             | 5  | Вильям Галлас     |      |      |
| Защ             | 3  | Эрик Абидаль      |      |      |
| ПЗ              | 4  | Патрик Виейра     |      | 56'  |
| ПЗ              | 6  | Клод Макелеле     | 76'  |      |
| ПЗ              | 22 | Франк Рибери      |      | 100' |
| ПЗ              | 10 | Зинедин Зидан (к) | 110' |      |
| ПЗ              | 7  | Флоран Малуда     | 111' |      |
| Нап             | 12 | Тьерри Анри       |      | 107' |
| Замены:         |    |                   |      |      |
| ПЗ              | 18 | Алу Диарра        | 76'  | 56'  |
| Нап             | 20 | Давид Трезеге     |      | 100' |
| Нап             | 11 | Сильвен Вильтор   |      | 107' |
| Главный тренер: |    |                   |      |      |
| Раймон Доменек  |    |                   |      |      |

| Игрок матча: Андреа Пирло (Италия) Помощники судьи: Дарио Гарсия (Аргентина) Родольфо Отеро (Аргентина) Резервный судья: Луис Медина Канталехо (Испания) Пятый судья: Викториано Хиральдес Карраско (Испания) | Регламент матча: - 90 минут основного времени - 30 минут дополнительного времени в случае необходимости - Серия пенальти в случае необходимости - Двенадцать запасных - Максимум три замены |

### Статистика
|                | Италия | Франция |
| -------------- | ------ | ------- |
| Голы           | 1      | 1       |
| Удары          | 5      | 13      |
| Удары в створ  | 3      | 6       |
| Владение мячом | 55 %   | 45 %    |
| Угловые        | 5      | 7       |
| Нарушения      | 17     | 24      |
| Офсайды        | 4      | 2       |
| Предупреждения | 1      | 3       |
| Удаления       | 0      | 1       |

## Общий обзор игры
Обменявшись голами в первом тайме (у французов забил Зидан с пенальти за нарушение Матерацци против Малуда, у итальянцев — Матерацци с углового, поданного Андреа Пирло, лучшим игроком финала), сборная Франции проиграла сборной Италии в серии послематчевых пенальти (единственный промах допустил Давид Трезеге, попав в перекладину).

### Первый тайм
Игра началась с неприятного эпизода в штрафной итальянцев. Уже на первой минуте травму получил Тьерри Анри в борьбе с Фабио Каннаваро, который проводил сотый матч за национальную сборную. Около трёх минут нападающему лондонского «Арсенала» оказывали помощь, но затем Анри всё же вернулся на поле. Тем временем первая осмысленная атака французов завершилась проходом Малуда, который ворвался в штрафную и был сбит Матерацци. Элисондо, который стал первым в истории чемпионатов мира арбитром, судившим на одном турнире матч открытия и финал, не раздумывая назначил пенальти. К ужасу французских болельщиков, после удара с одиннадцатиметровой отметки мяч попал в перекладину, но затем всё же опустился за линию ворот. На кураже Франция провела ещё две опаснейшие атаки, одна из которых едва не завершилась вторым голом. После подачи Рибери мяч рикошетом от головы Матерацци едва не влетел в верхний угол. Затем активизировалась Италия. Сначала последовали опасный штрафной и угловой в исполнении Пирло. А на 19-й минуте после очередного навеса с угловой отметки Пирло с линии вратарской головой забил Матерацци. Защитник миланского «Интера» выиграл верховое единоборство у самого Виейра. После ответного гола команды яростно сражались за инициативу. Эту битву не без труда выиграла Италия, которая ещё в первом тайме дважды могла повести в счёте. На 35-й минуте после сольного прохода Тотти мяч отскочил на Тони, удар которого блестяще блокировал Лилиан Тюрам. Спустя минуту после розыгрыша углового вновь не повезло Тони, который пробил в перекладину.

### Второй тайм
Второй тайм начался с опаснейшего момента у ворот Джанлуиджи Буффона. Анри на скорости обыграл трёх защитников, вошёл в штрафную, но пробил прямо в руки итальянскому вратарю. Италия ответила опасным розыгрышем углового, после которого едва не отличился Каннаваро. Но игровым и территориальным преимуществом по-прежнему владели французы. На 50-й минуте Анри финтами раскидал трёх защитников, но в последний момент Каннаваро прервал прострел на свободного Малуда. Спустя три минуты в штрафной Италии Джанлука Дзамбротта откровенно сбил Малуда, но судья не решился назначить второй пенальти в пользу французов. Вскоре из-за травмы поле был вынужден покинуть Виейра, однако Франция по-прежнему владела большим преимуществом. Липпи отреагировал на происходящее двойной заменой, выпустив Даниэле Де Росси и Винченцо Яквинту. Но вышедшие на замену игроки явно не вошли в игру, и Франция продолжала доминировать на поле. На 63-й минуте Буффон блестяще парировал удар с 10 метров Анри. Затем итальянский голкипер прервал опасную подачу со штрафного Зидана. На 77-й минуте Пирло со штрафного пробил в считанных сантиметрах от штанги. Концовка второго тайма прошла со значительным перевесом французов, но реальных голевых моментов не возникало.

### Дополнительное время
В первом дополнительном тайме Франция дважды могла забить решающий гол. На 99-й минуте красивая комбинация с участием Малуда и Рибери завершилась ударом последнего в считанных сантиметрах от дальней штанги. Спустя пять минут после навеса Вилли Саньоля с убойного положения головой пробил Зидан, но благодаря фантастической реакции Буффона ворота итальянцев остались в неприкосновенности. Второй дополнительный тайм запомнился лишь заменой Анри и удалением Зидана

### Инцидент с Зиданом и Матерацци
По мнению некоторых спортивных комментаторов, итог матча был предопределён на 109-й минуте, когда Зидан, лучший пенальтист команды, получил красную карточку за то, что ударил головой в грудь Матерацци. Судья не видел эпизода, но, посовещавшись со своим помощником Луисом Медина Канталехо, который наблюдал инцидент лично со своей позиции на бровке, показал Зидану красную карточку.
Зидан так объяснил своё поведение: «Я попросил его прекратить цеплять меня за майку, объяснив, что после окончания матча и так могу ему отдать её. После этого он несколько раз произнёс оскорбления в адрес моей матери и сестры. Я пробовал не реагировать, но слова порой могут быть более обидными, чем поступки. Его слова глубоко оскорбили меня, и я не сдержался, всё произошло очень быстро». Зидан до сих пор не упоминает конкретных реплик, прозвучавших в тот день.
Специалисты по чтению по губам (в том числе глухие и слабослышащие) после финала утверждали, что по движению губ определили реплику Матерацци — по их версии, тот сказал: «Проваливай, ты — сын террористки и брат проститутки». Матерацци долгое время не объяснял произошедшее и даже выпустил книгу «Что я на самом деле сказал Зидану», в которой привёл 250 версий фразы разной степени остроумия.
В то же время в сентябре 2006 года La Gazzetta dello Sport опубликовала интервью Матерацци, в котором тот привёл версию событий, принятую в качестве основной. По его словам, в течение всего матча он действительно хватал Зидана за майку, и француз сказал, что может отдать свою футболку итальянцу после окончания матча. В ответ на это Матерацци заявил: «Я бы предпочёл твою сестру». Комментируя факт провокации, с которой отождествлялись его слова, он заявил, что именно Зидан спровоцировал его предложением забрать футболку после матча. В свою защиту Матерацци также сказал, что многие игроки говорили ещё более оскорбительные вещи, и признался, что на момент матча даже не знал, что у Зидана есть сестра. Также в 2020 году Матерацци заявил, что не оскорблял мать Зидана — он сказал, что потерял свою мать, когда ему было 15 лет, и поэтому «не опустился бы до такого никогда».
20 августа 2007 года в интервью итальянскому журналу «Sorrisi and Canzoni» Матерацци подтвердил, что в адрес Зидана произнёс буквально следующую фразу: «Я предпочитаю таких шлюх, как твоя сестра» (итал. Preferisco la puttana di tua sorella). В 2020 году Матерацци заявил, что присматривать лично за ним Зидану посоветовал тренер французов Раймон Доменек. Со слов итальянца, после первого столкновения с Зиданом он извинился и «отреагировал плохо», в третий раз рассердился, и Зидан тогда сказал: «Отдам тебе свою футболку позже», в ответ на что Матерацци и произнёс роковые слова.
Мнения о развитии конфликта расходятся. Общим пунктом является то, что словесная перепалка началась после того, как Матерацци придержал Зидана за майку, и то, что Матерацци повторил свои оскорбления несколько раз. Возможно, у Матерацци было намерение спровоцировать Зидана. Сам Матерацци заявил, что является жертвой случившегося инцидента, а не зачинщиком, и поэтому не намерен извиняться перед Зиданом как зачинщиком конфликта, но при этом будет готов принять извинения с его стороны.
Для анализа видеозаписи инцидента были привлечены эксперты по распознаванию речи, но окончательного решения опубликовано не было. По данному инциденту 20 июля 2006 года контрольно-дисциплинарный комитет ФИФА, расследовавший событие, дисквалифицировал Зидана на 3 игры и наложил штраф в 7,5 тысяч швейцарских франков, а Матерацци на 2 игры и 5 тысяч франков. Вследствие того, что сразу после матча Зидан завершил свою футбольную карьеру, дисквалификация была заменена трёхдневными общественными работами, во время которых Зинедин Зидан учил молодое поколение игре в футбол.
Матерацци же был дисквалифицирован ФИФА на два матча сборных — в том числе и на матч отборочного цикла чемпионата Европы 2008 года между теми же сборными Италии и Франции. Он выражал позже недовольство подобным наказанием, поскольку считал себя жертвой инцидента.

## Серия послематчевых пенальти
Поскольку ни основное, ни дополнительное время не выявило победителя (счёт остался 1:1), была назначена серия послематчевых пенальти, второй раз за всю историю финалов чемпионата мира по футболу. Итальянцы — Пирло, Матерацци, Де Росси, Дель Пьеро, Гроссо — выполнили 5 результативных ударов. Французы — Вильтор, Трезеге, Абидаль, Саньоль — выполнили 4 удара, из которых лишь 3 оказались результативными (Трезеге попал в перекладину). По итогам серии послематчевых пенальти сборная Италии четвёртый раз за свою историю стала чемпионом мира.

Фабио Каннаваро поднимает Кубок мира

## После матча

### Награждение
Президент Германии Хорст Кёлер, президент УЕФА Леннарт Юханссон и президент местного оргкомитета Франц Беккенбауэр были среди присутствующих на сцене во время церемонии награждения. Кёлер вручил трофей капитану итальянцев Фабио Каннаваро в отсутствие президента ФИФА Зеппа Блаттера. Когда Каннаваро поднял трофей, была сыграна короткая версия «Stand Up (Champions Theme)» Патрицио Буанне. Победа также привела к тому, что Италия возглавила мировой рейтинг ФИФА в феврале 2007 года, впервые с ноября 1993 года. Пирло был удостоен награды лучшего игрока матча. На следующий день после финала Зидан был награждён «Золотым мячом» как лучший игрок турнира. Команда Италии отпраздновала свою победу парадом в Риме на следующий день после финала 10 июля, на котором присутствовало 500 000 человек, команда отправилась в Большой цирк. Кроме того, группа встретилась с президентом Италии Джорджо Наполитано и премьер-министром Италии Романо Проди, где все члены победившей на Кубке мира команды были награждены итальянским Орденом за заслуги в Cavaliere Ufficiale.

### Реакции
В итальянском языке стало крылатым выражение «Небо над Берлином голубое» (итал. Il cielo è azzurro sopra Berlino): телеведущий и спортивный комментатор Марко Чиволи выкрикнул эту фразу, празднуя победу итальянцев.
После финала тогдашний президент Франции Жак Ширак приветствовал Зидана как «человека сердца и убеждений». Позднее Ширак добавил, что считает это происшествие неприемлемым, но понимает, что Зидан был спровоцирован. Французская общественность поддержала действия Зидана. Опросы, проведённые сразу после инцидента, показали, что 61 % французов заявили, что они уже простили ему его действия, а 52 % заявили, что поняли их. Однако французская газета Le Figaro назвала удар головой «одиозным» и «неприемлемым». Журнал Time расценил этот инцидент как символ борьбы Европы с мультикультурализмом. Несмотря на продолжающийся фурор, спонсоры Зидана заявили, что они останутся с ним.
Инцидент широко высмеивался в Интернете и в популярной культуре. «Гриффины» пародировали его в эпизоде «Saving Private Brian», в котором Зидан бьёт головой старушку, доставляя ей праздничный торт. «Симпсоны» пародировали инцидент в эпизоде «Marge Gamer», в котором Гомер Симпсон кричит «Зидан!», когда бьёт головой линейному судье. Кроме того, чтобы продвинуть пародию через многочисленные онлайн-видео и GIF-файлы, новая песня под названием «Coup de Boule» («Headbutt») достигла вершины французских чартов. Скульптура в честь инцидента была открыта в 2012 году.
В свете заявлений Зидана ФИФА возбудила дисциплинарное дело для расследования инцидента. ФИФА также подтвердила законность решения Элисондо об удалении Зидана, отклонив утверждения о том, что Канталехо незаконно использовал видеопередачу, чтобы принять решение о рассмотрении проступков Зидана. ФИФА наложила штраф 5000 швейцарских франков и запрет на участие в двух матчей против Матерацци, в то время как Зидан получил бан на три матча и штраф 7500 швейцарских франков. Поскольку Зидан уже завершил карьеру, он добровольно отработал три дня общественных работ от имени ФИФА вместо запрета на матчи.
В октябре 2009 года в интервью французской радиостанции RTL Зидан заявил: «Давайте не будем забывать, что провокация — ужасная вещь. Я никогда не был тем, кто провоцирует, я никогда не делал этого. Это ужасно, и лучше не реагировать на это». Однако позже в 2015 году он сказал: «Если вы посмотрите на 14 красных карточек, которые у меня были за свою карьеру, то 12 из них были результатом провокации. Это не оправдание, это не извинение, но мои страсть, вспыльчивость и кровь заставили меня отреагировать». В 2010 году Зидан сказал, что он «скорее умрёт, чем извинится» перед Матерацци за удар головой в финале, но также признал, что «никогда бы не смог жить сам с собой», если бы ему разрешили остаться на поле и помочь Франции выиграть матч.